# Friedhof St. Johann (Saarbrücken)

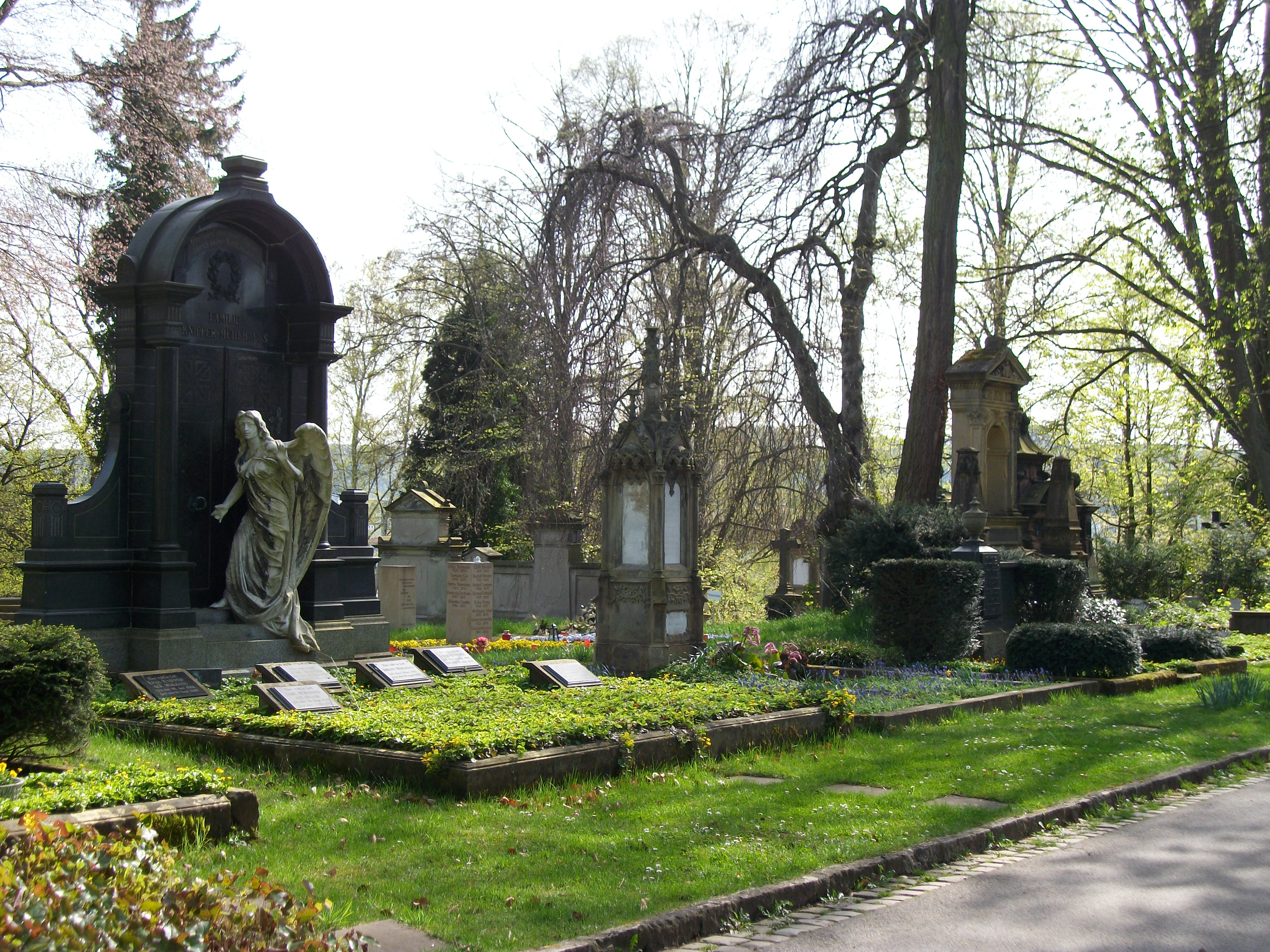
Historische Grabstätten auf dem Friedhof St. Johann

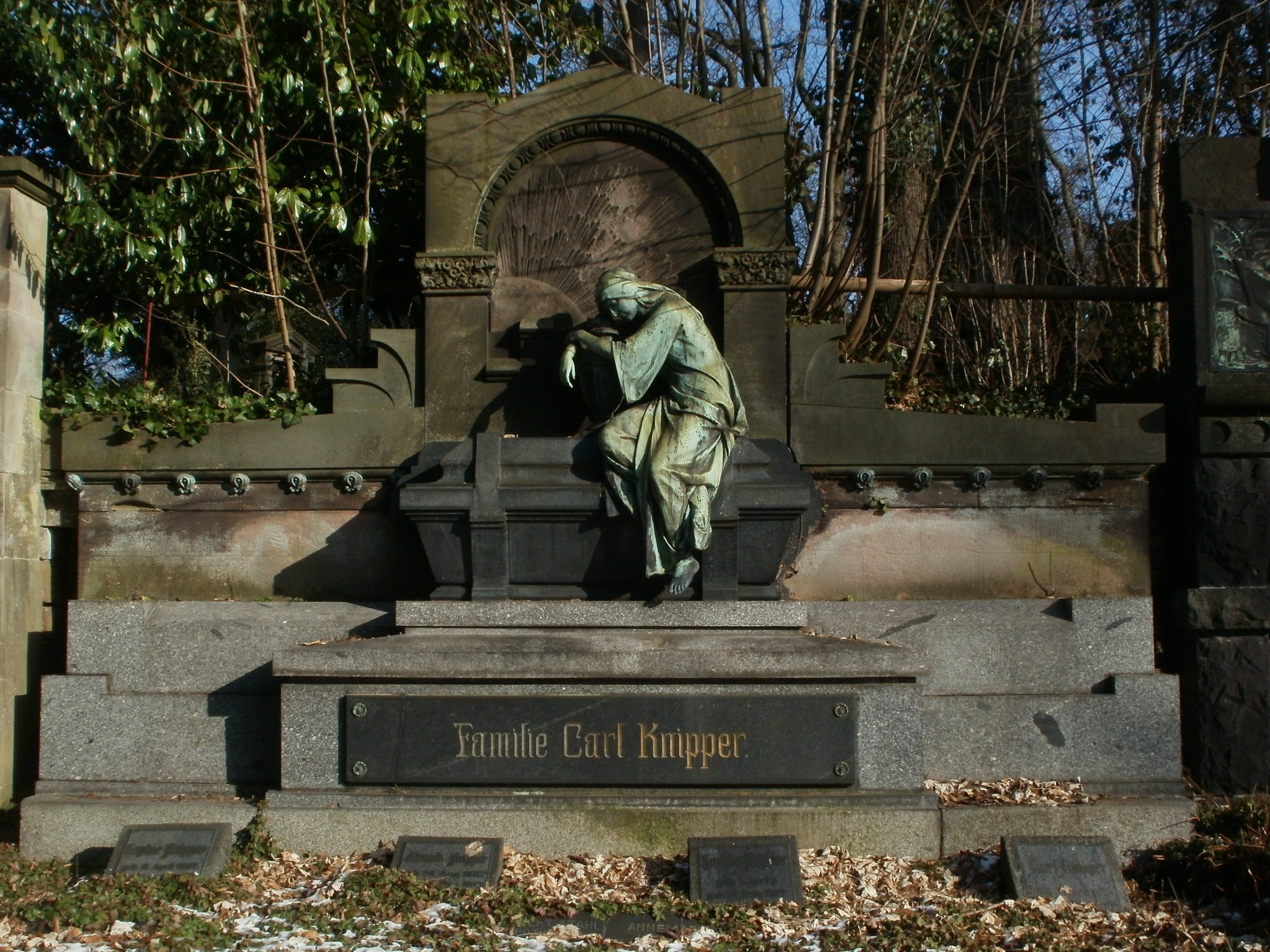
Familiengrabstätte Knipper

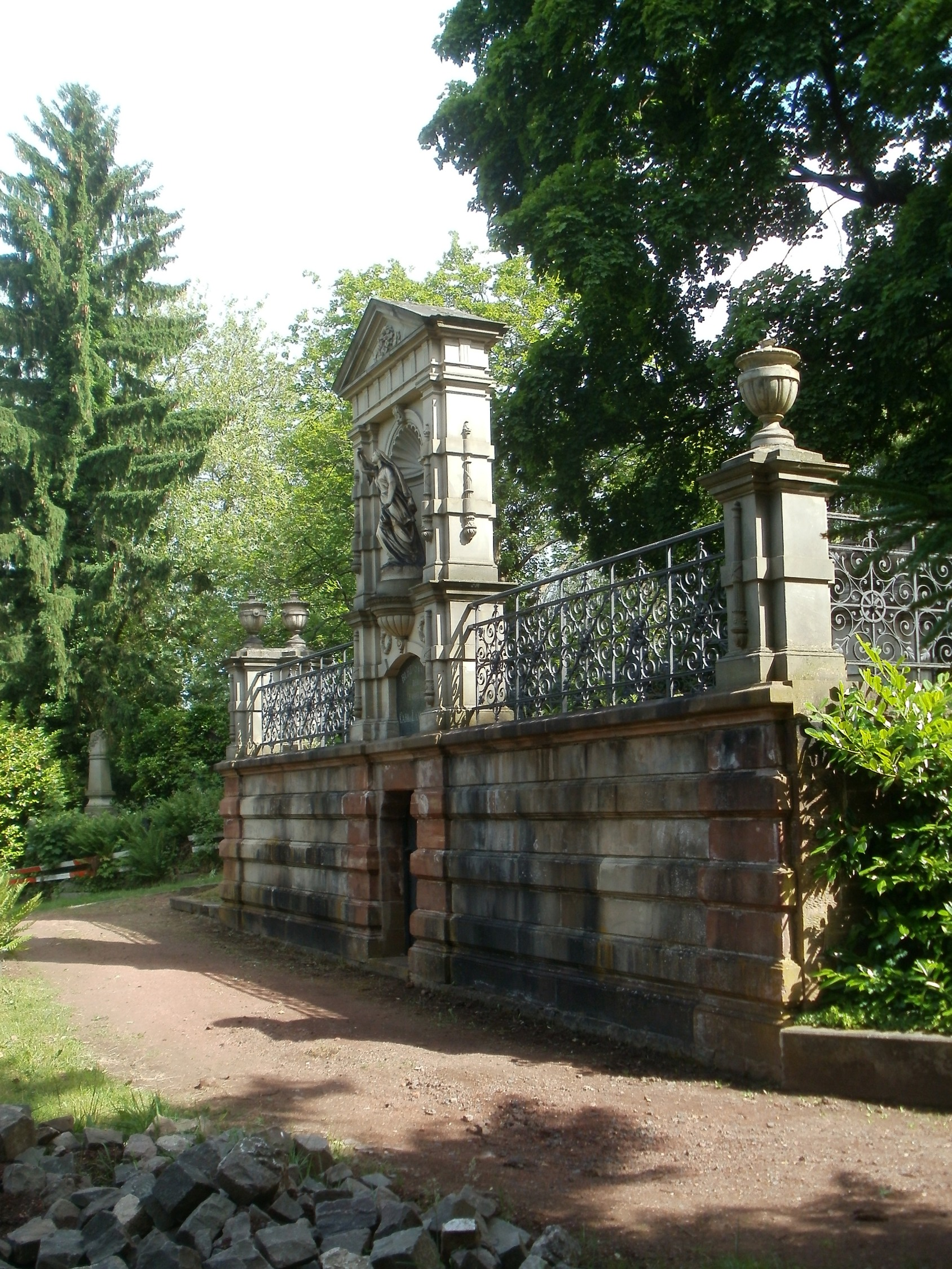
Gruft der Familie Lamarche

Der Friedhof St. Johann in Saarbrücken ist der älteste Friedhof der Stadt.

## Lage
Der Friedhof liegt im Stadtbezirk Rotenbühl. Im Norden begrenzt die Scheidter Straße den Friedhof, im Osten die St. Ingberter Straße, im Süden die Bahntrasse von Saarbrücken nach Saargemünd.

## Geschichte
Der Friedhof wurde 1883 auf dem Gelände „Am Bruchhübel“ nach Plänen des Stadtbaumeisters Hugo Dihm angelegt. Er ersetzte damals den Friedhof am  Mügelsberg (den heutigen Echelmeyerpark). 1896/1897 erhielt der Friedhof eine Leichenhalle und ein Wächterhaus. Die alte Einsegnungshalle wurde 1908 erweitert und das bisher 4,34 Hektar große Gelände in den folgenden Jahren um 2 Hektar nach Nordosten erweitert. Als im 20. Jahrhundert die Belegungsflächen der innerstädtischen Saarbrücker Friedhöfe knapp wurden, begann die Stadtverwaltung ab 1914 mit der Anlage eines neuen Zentralfriedhofs im Süden Saarbrückens. Der St. Johanner Friedhof wurde damit überflüssig und 1917 geschlossen. Lediglich Beisetzungen in schon bestehenden Familiengräbern oder bereits vergebenen, aber noch nicht belegten Rabattengräbern waren weiterhin erlaubt.
Im Zweiten Weltkrieg wurden durch den Metallbedarf der nationalsozialistischen Rüstungsindustrie viele Gräber von ihren metallenen, insbesondere bronzenen Schmuckelementen „befreit“, Bombenabwürfe beschädigten den Friedhof zusätzlich. In den Nachkriegsjahren wurde der Friedhof gärtnerisch zu einem Park umgestaltet und viele Gräber eingeebnet. Erst 1984 wurde der Friedhof für Urnenbeisetzungen wieder geöffnet und auf den abgeräumten Feldern werden seither neue Urnengräber angelegt. 1988 erhielt der Friedhof eine neue Trauerhalle. Körperbestattet werden nur noch die Einwohner des Stadtteiles St. Johann, die ein altes Anrecht besitzen. Urnenbestattet werden alle Einwohner des Stadtteils St. Johann mit Eschberg.

## Historische Bedeutung
Der Friedhof gilt als bedeutendes Beispiel für die Grabmalgestaltung des 19. und 20. Jahrhunderts. Mit seinen Familiengrabstätten mit kunstvollem bildhauerischen Schmuck, lebensgroßen Steinfiguren und turmartigen neogotischen Epitaphen steht er zum großen Teil unter Denkmalschutz.

## Denkmäler
Auf dem Friedhof befindet sich eine Gedenkstätte für den Widerstandskämpfer gegen den Nationalsozialismus Willi Graf mit einer Ehrengrabstätte. Außerdem haben der Kunsthistoriker Karl Lohmeyer und der ehemalige saarländische Innenminister und Saarbrücker Oberbürgermeister Fritz Schuster hier Ehrengräber. Weiterhin befinden sich hier Gräber von Soldaten, Kriegsgefangenen und Zwangsarbeitern aus dem Zweiten Weltkrieg und einige Grabmale von deutschen Offizieren, die in der Schlacht bei Spichern am 6. August 1870 gefallen sind. Auf dem Friedhof befindet sich auch das Grab des Dirigenten Karl Ristenpart.